# Flair (Waals tijdschrift)
Flair is een Franstalig tijdschrift uit België met jonge vrouwen als doelpubliek. Het tijdschrift wordt gepubliceerd door het Finse mediaconcern Sanoma. Het verschijnt één keer per week sinds 1987 en heeft een oplage van 43.691 exemplaren met een gemiddeld leesbereik van bijna 300.000.